# 布里奥妮·科尔
布里奥妮·科尔（Briony Cole，1983年2月28日—）是澳大利亚女子跳水运动员。
科尔和伍丽群搭档，赢得了2008年北京奥运会双人10米跳台银牌。

## 主要成绩
- 2007年，墨尔本世界锦标赛 双人10米跳台  银牌
- 2007年，墨尔本世界锦标赛 双人3米跳板 铜牌
- 2008年，北京世界杯 双人10米跳台 铜牌
- 2008年，北京奥运会双人10米跳台 银牌

## 外部連結
- 运动员资料 布里奥妮·科尔